# Ronnie Harrell
Ronnie Lee Harrell jr. (Denver, 11 marzo 1996) è un cestista statunitense.